# Kimberley, Norfolk
Kimberley är en by och i civil parish Kimberley and Carleton Forehoe, i distriktet South Norfolk, i Storbritannien. Den ligger i grevskapet Norfolk och riksdelen England, i den sydöstra delen av landet, 150 km nordost om huvudstaden London. Civil parish hade 163 invånare år 1931. Byn nämndes i Domedagsboken (Domesday Book) år 1086, och kallades då Chineburlai/Kiburnelai.